# Sovjetmarxismen: en kritisk analys
Sovjetmarxismen: en kritisk analys (original: Soviet Marxism: A Critical Analysis) är en bok av den tysk-amerikanske marxistiske filosofen Herbert Marcuse, utgiven 1958. Boken utgör en vidräkning med ideologin inom Sovjetunionens kommunistiska parti. Enligt Marcuse framstår sovjetmarxismen som en snedvriden marxistisk ideologi, icke endast som ett medel för statlig dominans och propaganda, utan den utgör en central del av verkligheten.